# Ось зла (политика)
Термин «ось зла» (англ. Axis of evil) был введен президентом США Джорджем Бушем в ежегодном обращении к Конгрессу 29 января 2002 года для описания режимов, спонсирующих, по мнению США, терроризм или разрабатывающих оружие массового поражения и способных передать его террористам.

## История
В своей речи в качестве таких государств Буш упомянул Ирак, Иран и КНДР. Информация о разработке к тому времени вышеупомянутыми странами оружия массового поражения широко распространялась американской дипломатией. КНДР не отрицала факта разработки ядерного оружия. Ирак отрицал, но были известны факты применения им химического оружия против курдских племён. В то же время, в ходе вторжения США в Ирак и оккупации его территории оружие массового поражения, наличие которого было использовано как повод для нападения, так и не было найдено. На замечание по этому поводу 16 декабря 2003 года Джордж Буш ответил: «А какая разница?».
В 2006 году КНДР провела испытания ядерного оружия, в 2009 и 2013 годах прошли новые испытания, в 2016 году испытана водородная бомба. Создание атомной промышленности в Ираке больше не представлялось возможным из-за войны. Строительство атомной электростанции продолжается лишь в Иране (с 1995 года — при участии России), и США по-прежнему обвиняют это государство в разработке ядерного оружия.
Чуть позже заместитель Государственного секретаря США Джон Болтон приобщил к «оси» ещё три государства: Кубу, Ливию и Сирию. В 2005 году Кондолиза Райс выступила с речью, в которой отнесла Кубу, Иран, КНДР, Белоруссию, Зимбабве и Мьянму к «оплотам тирании» и «самым антиамериканским режимам».
26 октября 2023 года американский сенатор Митч Макконнелл назвал Россию, Китай и Иран «новой осью зла».
Термин восходит к двум другим историческим терминам: во время Второй мировой войны термином «ось» в англоязычной среде обозначались страны фашистского блока; в 1980-е годы президент США Рональд Рейган ввёл в употребление термин «Империя зла» по отношению к Советскому Союзу.
В феврале 2002 года КНДР объявила «Империей зла» сами Соединённые Штаты — как страну, обладающую самым мощным запасом оружия массового поражения в мире и несущую тем самым угрозу миру и стабильности на планете.
В противовес «оси зла», Уго Чавес в начале 2006 года ввёл термин «ось добра», для обозначения союза Венесуэла — Куба — Боливия.